# Геноцид понтійських греків

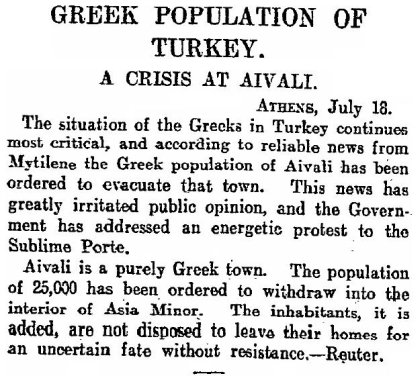
Випуск газети The Scotsman від 18 липня 1915 року із заголовком Greek Population of Turkey, A Crisis At Aivali (Грецьке населення Туреччини, криза Айвалі)

Геноцид понтійських греків (грец. Γενοκτονία των Ελλήνων του Πόντου) — геноцид, що здійснювався молодотурками впродовж 1914—1923 років проти греків історичного Понту — понтійських греків. Число жертв геноциду за різними оцінками становить від 350 000 до 1 700 000 осіб.
24 лютого 2004 року Грецький парламент одностайно проголосив 19 травня Днем Пам'яті геноциду греків малоазійського Понту османами. Відтоді цей день шанується греками усього світу, в тому числі й греками в Україні.

## Понтійці за османської доби

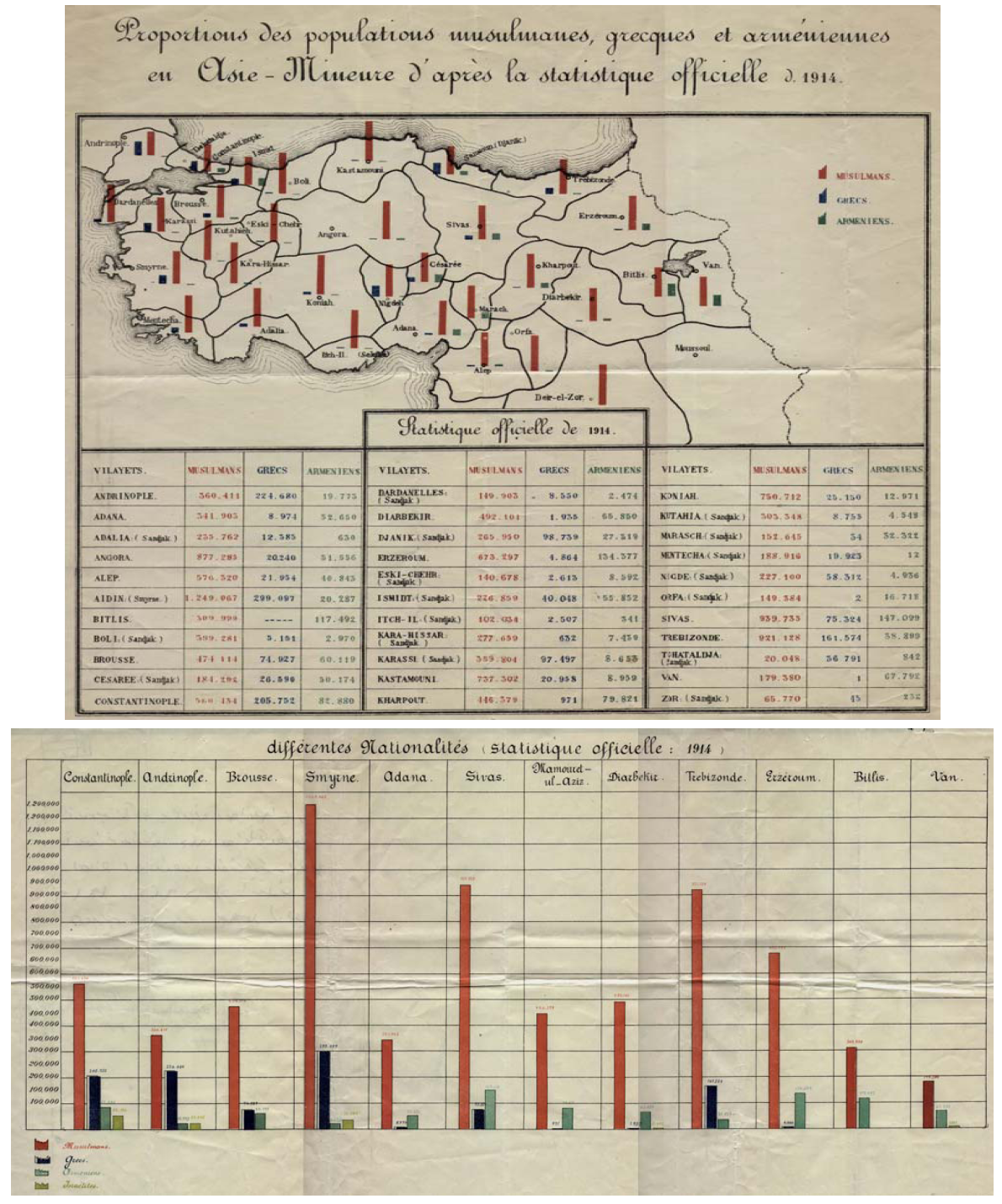
Населення Османської імперії у 1914 р.: загальна чисельність — 20 975 345,
у тому числі греків — 1 792 206 осіб

Еллінізм Понту нараховує трьохтисячолітню історію. Захоплення Трапезунду в 1461 році Османською імперією означало втрату незалежності для греків, але не втрату національної самосвідомості. В межах цієї імперії греки стали найбільш ізольованим етносом і становили меншість серед іновірців, навіть у порівнянні з курдами та вірменами. Проте їм вдалося зберегти грецьку мову та православ'я, збагатити власну культуру та навіть примножити статки. Економічний добробут історики, в першу чергу, пов'язують із розширенням напрямків торгівлі з портами Понту Евксінського, особливо Криму, а також розробкою копалень Аргіруполісу (Ґюмюшхане).
Як наслідок, зростала чисельність греків Понту: вони активно розселялися на Кавказі та в Криму. 1865 року чисельність понтійських греків становила 265 000 осіб, а в 1880 році — досягла 330 000 осіб, при цьому більшість мешкала в міських центрах. На початку 20 століття греків Понту нараховувалося до 600 000 осіб. Їх головними осередками стали Синоп, Амазея, Трапезунд, Самсун, Нікополь, Лазікі, Аргіруполіс (Ґюмюшхане), Севастія та Токат. Економічному добробуту на цьому етапі значно сприяла освіта: якщо на 1860 рік у понтійській області існувало близько 100 грецьких шкіл, то 1919 року — діяла 1401 школа для 86 тис. учнів. Найбільше славились трапезундські курси.

## План геноциду
У липні 1914 року Османська імперія на боці Німецької імперії вступила в Першу світову війну, оголосивши загальну мобілізацію. Османська влада вважала понтійських греків «неблагонадійними», тому почала виселення греків зі Східної Анатолії вглиб держави, а чоловіки у віці від 20 до 45 років направлялись у робочі батальйони, які насправді були таборами смерті. Така ж політика стосувалася й інших православних, зокрема вірмен, у червні 1915 року.
Найжорстокіші заходи почали впроваджуватися після зайняття 5 квітня 1916 року російською армією Трапезунду. У грудні 1916 року османські генерали Енвер і Талаат розробили план, за яким фізичному знищенню підлягали всі чоловіки віком від 16 до 60 років у містах, решта чоловіків, жінки та діти з сіл підлягали вигнанню у внутрішні області Анатолії із застосуванням фізичного знищення. Через два тижні план здійснено в районах міст Самсун і Пафра. За свідченнямм німецького консула Аміса Кухова, в 1916 році практично все населення Синопу й прибережних територій було виселене. До лютого 1917 року загинуло більше чверті переміщуваного населення, інші доведені до крайнього зубожіння. Так, за османського градоначальника Керасунда з 14 тисяч греків у місті вижили тільки 4 тисячі.
Трапезунд уникнув такої долі тільки тому, що був зайнятий російською армією. Коли ж вона залишила місто (у лютому 1918 року), близько половини понтійців покинула його слідом за відступаючою армією та пізніше осіла в районі Кавказу та на чорноморському узбережжі, на території сучасної Грузії.

## Партизанський рух
Аби відвернути загрозу смерті, заможні греки сплачували османській владі 20 золотих лір, для незаможних же єдиним порятунком була втеча у гори. Паралельно в західних областях Понту формувався партизанський рух, зосереджений у районах міст Амфіс та Пафра. Ще в 1915 році відомим боротьбою з османами стає загін Васіліса Анфопулоса поблизу Амфіса. Партизани під проводом Пантеліса Анастасіадіса, відомішого як Пандель-Аміс, успішно протистояли потужній османській армії в багатоденній битві під Агіу-Тепе 16 листопада 1917 року. Восени 1921 року воїни Кутс-Анастаса (Анастасіоса Пападопулоса) знищили 700 турецьких солдатів у битві на горі Топсам. У східних областях Понту 25 січня 1918 партизани перемогли османське військо, забезпечивши мир у районі Копалантів до 1921 року, допоки Кемаль Ататюрк не відправив туди армію для придушення руху опору. Голова місцевого партизанського руху Евклідіс Куртідіс встиг тільки вивести жінок і дітей.
Одночасно захисники Санти отримали від османів неписану недоторканість.
Відомі також загони під проводом Євстафія Феодорідіса, Іорданіса Царухонета, Іоанніса Кіанхідіса, священика Панайотіса Макрідіса та Демосфена Евфремідіса.
За підрахунками істориків, учасниками партизанського руху стали близько 6-7 тисяч осіб.

## Понтовірменська республіка
На І Всепонтійському з'їзді в Марселі 1918 року та того ж року в Батумі понтійці оголосили своєю найголовнішою метою створення Понтійської республіки, але цю вимогу великі держави відхилили. Греція хотіла вислати на допомогу грецьких військовиків понтійського походження, та цьому на перешкоді стала Велика Британія. Одночасно за свою державність вели боротьбу й вірмени, вимагаючи міжнародного визнання Вірменської республіки. Так понтійці та вірмени опинилися на межі політичного зіткнення, оскільки кілька регіонів населяли спільно. В утворення Понтійської республіки та об'єднання її з Грецією не вірив навіть автор Великої грецької ідеї прем'єр-міністр Елефтеріос Венізелос.
Втім, у ході мирної конференції спеціальний комітет підняв питання Понтовірменської республіки. Утиски нової радянської влади відносно грецького населення півдня Росії змусили Елефтеріоса Венізелоса змінити своє ставлення. Заручившись підтримкою останнього, митрополит Трапезунда Хрисанф від імені усіх понтійців проголосив у квітні 1919 року Понтійську автономію в складі Вірменської республіки. Великі держави затвердили таке рішення, і в січні 1920 року митрополит Хрисанф та президент Вірменської республіки Хатісян підписали угоду про створення Понтійсько-Вірменської конфедерації задля озброєного захисту Понту від турків. Проте Велика Британія виступила проти створення національної армії, в результаті чого після капітуляції того ж 1920 року понтійці опинились під владою Туреччини.

## Знищення понтійців

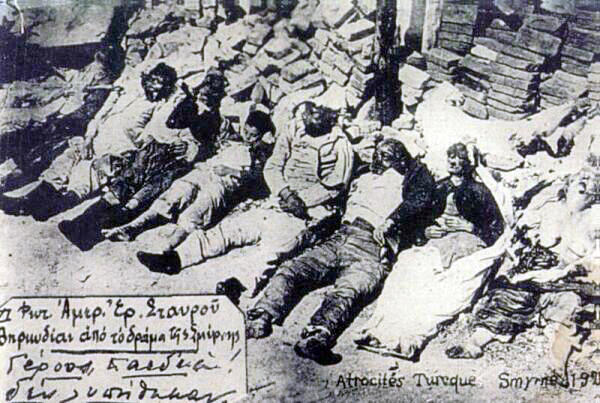
Так звані Смірнські вбивства греків, вересень 1922 року, фото місії Червоного хреста

19 травня 1919 року Мустафа Кемаль Ататюрк у Самсуні прийняв командування Анатолійською армією, бажаючи очистити Малу Азію від національних меншин — відтак геноцид понтійських греків досяг свого апогею. Жорстокість Кемаля визнавали й міжнародна громадськість, і спільнота всередині країни. Зокрема, юрисконсульт Константинопольської комендатури й голова слідчої комісії султанського уряду Фері-паша засудив Ататюрка, звинувативши його в тому, що тисячі греків живцем спалено в храмах, а їхні поселення розграбовані, жінки піддавалися насильству, і в цілому близько 90 % відсотків грецького населення Пафри було цілком знищено. Американська газета «Telegraph» у травні 1922 року оприлюднила протест української дипломатичної місії, яка стала свідком руйнувань та смертей на вулицях міста Самсуна.
У жовтні 1922 року грецький уряд і Кемаль Ататюрк за посередництва великих держав домовилися вивезти понтійців, які вижили, до Константинополя турецькими кораблями і звідти — грецькими до Греції. Відповідальним за перевезення біженців був призначений Александрос Палліс. Перший корабель відплив до Греції з Самсуна в листопаді 1922 року. Приблизно 400 000 греків Понту біженцями попрямували до Греції, в той час як близько 250 000 знайшли притулок на теренах Росії, України, Кавказу. Внаслідок систематичного винищування, здійсненого турками, все узбережжя Понту було очищено в етнічному і релігійному аспекті від компактного грецького населення. 1924 року решта християнського населення Понту підпала під греко-турецький договір про обмін населенням.

## Визнання країнами
| Країна                           | Дата визнання геноцидом |
| -------------------------------- | ----------------------- |
| Греція                           | 24 лютого 1994          |
| Кіпр                             | 1998                    |
| Швеція                           | 11 березня 2010         |
| Вірменія                         | 24 березня 2015         |
| Новий Південний Уельс, Австралія | 11.05.2013              |